# پرسش و پاسخ تعاملی
سیستمهای پرسش و پاسخ تعاملی (به انگلیسی Interactive Question Answering) نوعی از سیستم‌های پرسش و پاسخ هستند که از طریق برقراری تعامل دو سویه با کاربر، ابهامات احتمالی موجود در پرسش و پاسخ را رفع نموده و دقت پاسخگویی را افزایش می‌دهند.
در سیستم‌های پرسش و پاسخ اتوماتیک (به انگلیسی Question Answering)، کاربران پرسش‌های خود را به زبان طبیعی مطرح می‌کنند و سیستم پاسخ ممکن را بازمی‌گرداند. با این وجود در سیستم‌های پرسش و پاسخ اتوماتیک، گفتگوی پیوسته بین کاربر و سیستم وجود ندارد و کاربران نمی‌توانند نیاز خود را توضیح دهند. از این‌رو دسترسی به اطلاعات مورد نیاز در اولین تعامل بین کاربر و سیستم بسیار مشکل است. افزودن تعامل به این سیستم‌ها، امکان طرح سوالات مرتبط و ارائه توضیحات لازم از طریق گفتگو بین سیستم و کاربر را فراهم می‌کند و دقت پاسخگویی را افزایش می‌دهد.

## تعامل در سیستم‌های پرسش و پاسخ
در سیستم‌های پرسش و پاسخ که شکل پیچیده‌تری از سیستم‌های بازیابی اطلاعات هستند، کاربر در هر بار نوبت‌گیری فقط می‌تواند یک پرسش به صورت مستقل از پرسش‌های پیشین مطرح نماید تا سیستم با استفاده از تکنیک‌های موجود پاسخ احتمالی را به صورت کوتاه بازگرداند. پس از پایان فرایند پاسخگویی، سیستم پرسش مطرح شده و پاسخ آن را از حافظه خود پاک می‌کند. عدم وجود حافظه در این سیستم‌ها مطرح‌شدن مجموعه‌ای از سوالات مرتبط با یکدیگر را توسط کاربر غیرممکن می‌سازد. علاوه بر این، موفقیت جستجو در این سیستم‌ها به نوع پرسش مطرح شده بستگی دارد. بعضی سوالات مطرح شده ساده بوده و پاسخگویی به آن‌ها به راحتی انجام می‌شود. در مقابل سوالات پیچیده‌ای مطرح می‌شوند که پاسخگویی به آن‌ها نیازمند طرح توضیحات اضافی از سوی کاربر می‌باشد. این محدودیت‌ها سبب می‌شود تا در بسیاری از موارد کاربران در یافتن پاسخ صحیح با مشکل مواجه شوند.

استفاده از مکالمات تعاملی در ارتباطات روزمره مردم را قادر می‌سازد که در صورت لزوم سخن خود را تصدیق یا اصلاح نمایند. این در حالیست که در سیستم‌های پرسش و پاسخ اتوماتیک امکان برقراری تعامل دو طرفه بین کاربر و سیستم وجود ندارد و کاربران قادر به ارائه توضیح اصلاحی دربارهٔ نیاز اطلاعاتی خود نیستند. به‌علاوه سیستم نیز نمی‌تواند با طرح پرسش‌های خود از کاربر، جهت رفع ابهامات احتمالی در سوالات مطرح شده اقدام نماید. بدین ترتیب دسترسی به اطلاعات موردنظر در اولین پرسش و پاسخ چندان آسان نیست. در مقابل، سیستم‌های پرسش و پاسخ مبتنی بر تعامل امکان انجام مکالمات تعاملی و دو سویه بین کاربر و سیستم را فراهم نموده و رفع ابهام از سوالات مطرح شده توسط کاربر و تصحیح پاسخ‌های ارائه شده توسط سیستم را امکان‌پذیر می‌نمایند. همچنین در این سیستم‌ها تاریخچه گفتگو در حافظه نگهداشته می‌شود و بنابراین کاربر قادر خواهد بود مجموعه‌ای از سوالات مرتبط با یکدیگر را از سیستم بپرسد.
استفاده از سیستم‌های پرسش و پاسخ تعاملی جستجوی اطلاعات را تسهیل نموده و دقت پاسخگویی را افزایش می‌دهد.

## تاریخچه
اولین سیستم‌های محاوره‌ای نظیر ELIZA از یک پایگاه داده خاص و ساختاریافته به عنوان منبع دانش استفاده می‌کردند. این سیستم‌ها فقط قابلیت پاسخگویی به پرسش‌های مطرح شده در زمینه‌های محدود را داشتند. سپس سیستم‌های تعاملی دیگری با افزودن مدیریت محدود به سیستم QA طراحی شدند. این سیستم‌ها محدودیت‌ها در سؤال را شناسایی کرده و در صورتی‌که نیاز باشد برای اصلاح آن‌ها با کاربر وارد تعامل می‌شوند. از جمله این سیستم‌ها می‌توان به سیستمی اشاره کرد که توسط کیو و گرین جهت دسترسی به اطلاعات پرواز طراحی شده‌است. همچنین رایزر و لمون در سال ۲۰۰۹ سیستمی را با بکارگیری روش یادگیری تقویتی ارائه نمودند که محدود به دامنه خاص می‌باشد. این سیستم‌ها Frame-based بوده و چنانچه پس از مقداردهی فیلدهای مربوطه توسط کاربر پاسخ مناسبی یافت نشود، سیستم با هدف درخواست تغییر سؤال یا توضیح با کاربر وارد تعامل می‌شود. دورنسکیو و اوراسان سیستم پرسش و پاسخ تعاملی در چهارچوب (QALL-ME) طراحی کردند که جزء سیستم‌های QA دامنه محدود محسوب می‌شود و از تکنیک‌های پیچیده پردازش زبان طبیعی استفاده می‌کند. کوارترونی و ماناندار یک سیستمIQA پیشنهاد کردند که ترکیبی از سیستم QA دامنه باز و چت‌بات است. این سیستم از زبان AIML و رویکرد تطابق الگو استفاده می‌کند. محققی به نام تانگ یک سیستم پرسش و پاسخ تعاملی جهت پاسخگویی به سوالات چینی طراحی کرده‌است که از شبکه معنایی و پارسرهای موجود در زبان چینی استفاده می‌کند. کنستانتینوا سیستم پرسش و پاسخی محدود به دامنه خاص و دارای منابع متنی نیمه ساخت‌یافته طراحی کرده‌است که از طریق برقراری تعامل و اطلاع از نیازمندی کاربران، به آن‌ها در انتخاب و خرید تلفن همراه مورد نظرشان کمک می‌کند.

## هدف از تعامل در سیستم‌های پرسش و پاسخ
تعامل بین کاربر و سیستم پرسش و پاسخ در زمینه طرح پرسش و پاسخگویی به آن بوده و اهداف زیر را برآورده می‌نماید:
- کاربر می‌تواند به جای طرح مجموعه‌ای از چندین سؤال مرتبط در قالب یک پرسش پیچیده، آن را به سوالات ساده‌تر و کوتاهتر تجزیه نماید که این امر، مکالمه طبیعی‌تر و پاسخ دقیق‌تر را در پی خواهد داشت.
- چنانچه پاسخ سیستم دلخواه کاربر نباشد یا کاربر نیاز به اطلاعات بیشتری داشته باشد، مکالمه‌ای را با سیستم آغاز می‌نماید تا پاسخ دلخواه خود را دریافت کند.
- امکان طرح مجموعه‌ای از سوالات مرتبط با هم از سوی کاربر وجود دارد. به عنوان مثال کاربر می‌تواند پرسشی را مطرح کند که از طریق ضمایر به پرسش قبل ارجاع داده شده‌است.
- اگر پرسش کاربر دارای ابهام باشد، سیستم مکالمه‌ای را با کاربر در جهت رفع ابهام و درک بهتر پرسش آغاز می‌نماید.
- سیستم می‌تواند پس از ارائه پاسخ به یک پرسش، مجموعه‌ای از سوالات مرتبط با آن موضوع را به کاربر پیشنهاد نماید که انسجام گفتگو و افزایش کارایی را در پی خواهد داشت.

## نمودار جریان در سیستم‌های پرسش و پاسخ تعاملی
- کاربر پرسشی را مطرح می‌نماید؛
- پرسش ورودی بررسی می‌شود که آیا پاسخگویی به آن نیاز به تعامل با کاربر دارد یا خیر؛
- در صورتی که پرسش مطرح شده مبهم باشد سیستم پرسش و پاسخ، تعاملی را با کاربر انجام می‌دهد و پس از رفع ابهام پاسخ آن را تعیین می‌کند؛
- اگر پرسش مطرح شده دارای بخش حذف شده‌ای باشد، (مانند پرسش چرا؟) سیستم با استفاده از کلمات کلیدی سؤال قبل، آن را تکمیل می‌نماید و پس از بازسازی در صورت تأیید کاربر پاسخ آن را تعیین می‌نماید؛
- اگر پرسش مطرح شده دارای ضمیر باشد، سیستم سعی می‌کند ضمایر را با مراجع مناسب جایگزین نموده و سپس سؤال اصلاح شده را به کاربر بازگردانده و از او می‌خواهد تأیید کند و در صورتی که کاربر اصلاحات را تأیید نماید، سیستم پاسخ پرسش بازسازی شده را تعیین می‌نماید؛
- اگر پاسخگویی به پرسش نیاز به تعامل نداشته باشد، سیستم پاسخ آن را تعیین می‌کند؛
- چرخه فوق تا اتمام مکالمه از سوی کاربر ادامه می‌یابد.[۸][۹]

## ارزیابی سیستم‌های پرسش و پاسخ تعاملی
ارزیابی سیستم‌های پرسش و پاسخ تعاملی به منظور تعیین و ارتقای کارایی آن‌ها از اهمیت زیادی برخوردار است. با این وجود هنوز روش استاندارد و مخصوصی برای ارزیابی این سیستم‌ها ارائه نشده است و ارزیابی معمولاً با استفاده از روش‌های ارزیابی سیستم‌های پرسش و پاسخ اتوماتیک و نیز سیستم‌های مکالمه محور صورت می‌گیرد. در ارزیابی سیستم‌های پرسش و پاسخ تعاملی علاوه بر ارزیابی کمی از ارزیابی کیفی نیز استفاده می‌شود که نیازمند مشارکت کاربران در فرایند ارزیابی برای تعیین میزان موفقیت تعامل بین سیستم و کاربر می‌باشد.

هدف از ارزیابی کمی سیستم‌های پرسش و پاسخ تعاملی، تعیین میزان صحت پاسخ بازگردانده شده توسط این سیستم‌ها می‌باشد. این ارزیابی، اطلاعات کافی دربارهٔ کیفیت تعامل سیستم با کاربر و اینکه آیا تعامل موفقیت‌آمیز خاتمه یافته‌است یا خیر، ارائه نمی‌کند. به همین دلیل علاوه بر ارزیابی کمی، این سیستم‌ها از نظر کیفی نیز مورد سنجش و ارزیابی قرار می‌گیرند تا کیفیت تعامل سیستم با کاربر و میزان رضایتمندی کاربر تعیین شود. جهت ارزیابی کیفیت تعامل، معمولاً پرسشنامه‌ای تهیه شده و در اختیار کاربران قرار می‌گیرد تا با تکمیل آن میزان رضایت خود را از کیفیت تعامل اعلام کنند.

## نمونه سایت های پرسش و پاسخ
سایت های پرسش و پاسخ در حال حاضر به صورت وسیعی در جهان فعالیت داشته و اطلاعات خوبی در اختیار کاربران خود قرار می دهند. در این بخش برخی از نمونه سایت های پرسش پاسخ در سرتاسر جهان معرفی گشته است.
| در دسترس به | زبان انگلیسی زبان فرانسوی زبان آلمانی زبان ژاپنی زبان اسپانیایی زبان ایتالیایی زبان هندی زبان اندونزیایی |

| در دسترس به | زبان انگلیسی زبان فرانسوی |

| در دسترس به | زبان انگلیسی زبان فرانسوی زبان آلمانی زبان ژاپنی زبان اسپانیایی زبان ایتالیایی زبان هندی زبان اندونزیایی |

| در دسترس به | زبان انگلیسی زبان فرانسوی |

| در دسترس به | زبان انگلیسی زبان فارسی |